# Tommy McLeod
Thomas „Tommy“ McLeod (* 26. Dezember 1920 in Musselburgh; † 16. August 1999 in Inveresk) war ein schottischer Fußballspieler. Als linker Halbstürmer gehörte er zum Kader des FC Liverpool, der in der Saison 1946/47 die englische Meisterschaft gewann.

## Sportlicher Werdegang
Als linker Flügelspieler, der über einen kraftvollen Schuss verfügte, fiel McLeod zunächst als Fußballer in der britischen Rheinarmee auf. Im Oktober 1945 wurde er nach „beeindruckenden Leistungen“ in zwei Probetrainings vom FC Liverpool mit einem Profivertrag ausgestattet. McLeod stand dem Klub bis zu seiner Entlassung aus dem Militärdienst im Herbst 1946 nur eingeschränkt zur Verfügung und kam zumeist in der Reservemannschaft in der Central League zum Einsatz. Sein Debüt in der ersten Mannschaft gab er am 4. April 1947 beim 0:0 auswärts gegen Preston North End auf der Position des Mittelstürmers. Er absolvierte im selben Monat noch zwei weitere Partien, wobei nun Albert Stubbins wieder im Angriffszentrum und McLeod primär als Ersatz für Cyril Done auf der offensiven linken Halbposition agierte. Liverpool gewann in dieser Saison 1946/47 die englische Meisterschaft, aber mit lediglich drei Einsätzen hatte McLeod zu wenig für den offiziellen Erhalt einer Meistermedaille beigetragen.
McLeod musste anschließend bis Dezember 1948 warten, bevor er vier weitere Bewährungschancen in der höchsten englischen Spielklasse erhielt. Dabei blieb er mit seiner Mannschaft jeweils sieglos und ein eigenes Tor war ihm – wie bereits zuvor – jeweils nicht vergönnt. Ende Juni 1951 wechselte er gegen eine „erhebliche Ablösesumme“ zum FC Chesterfield, der gerade in die dritte Liga abgestiegen war. In Chesterfield bestritt McLeod 25 Drittligapartien in der Nordstaffel, bevor er nach zwei Jahren bei Wisbech Town (Midland League) in seine schottischen Heimat zurückkehrte. Dort fand seine Laufbahn mit zwei Einsätzen zu Saisonbeginn bei Dundee United im Scottish League Cup ihren Abschluss. Er verstarb im Alter von 78 Jahren in der schottischen Stadt Inveresk im August 1999.